# C/2010 X1 (إلينين)
مذنب الينين رمز العلمي (C/2010 X1) سيكون المذنب أكبر تظاهرة فلكية خلال هذه السنة 2011 ويبعد المذنب عن الأرض بنحو 4 وحدات فلكية لكنه في 5 سبتمبر 2011 سوف يبعد فقط 0. 45 وحدة فلكية عن الأرض أي أنه سيكون في منتصف المسافة بين الأرض والشمس.وسوف يرى في نصف الكرة الأرضية الشمالية بالعين المجردة وقد اكتشفه الروس منذ عام 2010
و يقول بعد المتنبئون انه عندما يصل ستكون نهاية العالم !!

## وقت الوصول
26 سبتمبر 2011 سيكون ما بين الأرض والشمس أي اليوم